# Ernst Hugo Lorenz-Murowana

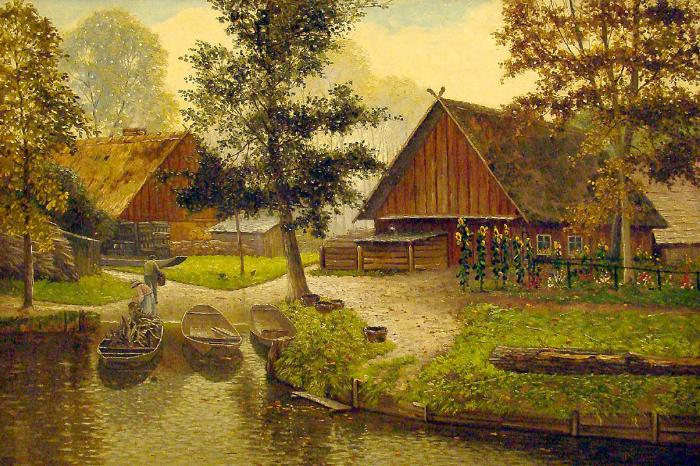
Blick in den Spreewald

Ernst Hugo Eduard Lorenz-Murowana (* 27. Oktober 1872 in Murowana-Goslin; † 22. April 1954 in Berlin-Neukölln) war ein deutscher Restaurator sowie Landschafts-, Stillleben- und Marinemaler.
Ernst Hugo Lorenz-Murowana wurde 1872 als Ernst Hugo Lorenz in Murowana-Goslin geboren, einem Ort etwa 30 Kilometer nördlich der Stadt Posen. Er studierte bei Viktor Paul Mohn an der Königlichen Kunstschule in Berlin. Nach dem Studium lebte er in Berlin und arbeitete als freiberuflicher Maler und daneben auch als Restaurator. Er war Mitglied im Reichsverband bildender Künstler Deutschlands und später in der Reichskammer der bildenden Künste in Berlin.
Die meisten seiner Werke waren Ölgemälde. Die Themen waren nächtliche Stadtansichten in der Art der „Mondscheinmaler“, Landschaften, Seestücke, detailreiche Interieurs und Stillleben. Seine Motive fand er in Pommern, der Mark Brandenburg und an der Ostsee sowie in Berlin und Potsdam. Seine stimmungsvollen Darstellungen des Zusammenspiels zwischen Licht, Luft und Wasser waren bemerkenswert.
Ernst Hugo Lorenz war seit 1895 verheiratet mit Emilie Auguste Wilhelmine Unger (1871–1952). Der Ehe entstammten drei Söhne.
Da der Geburtsort in der heutigen Woiwodschaft Großpolen liegt, wird Lorenz-Murowana oft fälschlicherweise als polnischer Maler bezeichnet.